# 2017年仙台市長選挙
2017年仙台市長選挙（2017ねんせんだいしちょうせんきょ）は、日本の地方自治体で政令指定都市である仙台市の執行機関である仙台市長を選出するために行われた選挙。2017年7月23日に投開票が行われた。

## 概要
奥山恵美子市長の2期目の任期満了に伴う選挙。現職の奥山が任期限りでの引退を決め、新人4氏の戦いとなった。前々回から約15%も下がって過去最低の投票率になった奥山市長への信任選挙だった前回の市長選挙に対して今回は現職（立候補表明時点）の衆議院議員を含め、国政経験者3人を含む激しい選挙戦となった。

## 主な争点
- 2期続いた奥山市政に対する評価
- 「ポスト復興」の経済活性化政策
- 市内の人口減少への対応[4]
- 学校でのいじめ問題への対策
- 中小企業支援[5]
- 東北電力女川原子力発電所の再稼働認可
- 待機児童問題[6]

## 各候補者の動き
2017年4月7日に現職の奥山恵美子が3選出馬しない意向を周囲に伝えたと報道された。
5月1日には他候補に先んじて元自民党衆議院議員の大久保三代が正式に出馬表明。無所属で立候補する考えを示した。
5月に地元葬儀屋社長・菅原が地元の若手経営者の一部からの要請を受けて出馬の意向を表明。同月26日に正式に立候補を表明し、宮城県の村井嘉浩知事もすぐに菅原支援を表明した。
民進党は衆議院議員で地元・東北放送の元アナウンサーである郡和子の擁立を軸に調整を進めてきたが、立候補を模索していた元衆議院議員で同党県連副代表の林宙紀が5月26日に離党届を提出、無所属で出馬表明する意向を報道陣に伝えた。林は6月1日に市役所で記者会見を開き出馬を正式表明した。
6月3日には、民進党宮城県連が候補者として郡を擁立することを内定、7日には市民団体「私たちの市長を選ぶ仙台市民の会」の開いた集会の後、報道陣に対し「（立候補を）前向きに検討する」と発言。仙台市議会副議長の安孫子雅浩ら民進党会派に所属する3名は、党の方針に反して菅原を支援し、選挙後共産党との野党共闘に納得できないとして離党した。
6月末に、奥山市長は奥山市政の継承を表明した郡候補ではなく、市の財政事情を踏まえて対立候補の菅原の支持を表明した。奥山市政を継承するという郡の支持を決めた共産党が奥山自身に対しては「これ以上、市政のかじ取り役を任せるわけにはいかない」、「市民に冷たい奥山市政を転換させる」など当選後の殆どを費やした復興での実績を無視して批判だけしてきた変節のために支援しないとする考えも明らかにした。

## 業界・各団体の動き
市医師会の政治団体・市医師連盟（会員414人）は7月5日、菅原、郡、林の3候補からの推薦要請にいずれも応える形で推薦状を出す異例の方針を決定した。

## 立候補者
| 候補者名 （読みかた）          | 年齢 | 党派   | 肩書                                                        | 公式サイト                                                   |
| ------------------------------ | ---- | ------ | ----------------------------------------------------------- | ------------------------------------------------------------ |
| 林宙紀 （はやし ひろき）       | 39   | 無所属 | 元衆議院議員 農業コンサルタント 元TOKYOMXニュースキャスター | 仙台市長選挙候補 林ひろき（林宙紀） オフィシャルウェブサイト |
| 郡和子 （こおり かずこ）       | 60   | 無所属 | 前衆議院議員 団体役員 元東北放送アナウンサー                | 郡和子公式ホームページ                                       |
| 菅原裕典 （すがわら ひろのり） | 57   | 無所属 | 冠婚葬祭業「清月記」社長                                    | 菅原ひろのり公式ホームページ                                 |
| 大久保三代 （おおくぼ みよ）   | 40   | 無所属 | 元衆議院議員 主婦 元NHK北九州放送局キャスター               | 大久保三代オフィシャルブログ                                 |

届出順、年齢は告示日時点。

## 出馬を取りやめた人物
- 梅原克彦 - 元仙台市長（第32代）・国際教養大学教授
  - 出馬に意欲を示したが、自民党が菅原の擁立を正式決定したことなどを受け「保守サイドの分裂を避けるため」として6月初旬に出馬を断念した[21]。
- 伊藤優太 - 仙台市議会議員（青葉区選出）
  - 市内の福祉・医療分野の若手経営者らから出馬要請を受けたが「今の職責に向き合いたい」として最終的に断念した[22]。

## 選挙結果
2017年仙台市長選挙投票先
選挙戦は、自民・公明の連立与党と日本のこころが支持する菅原と、民進・共産・社民・自由の野党4党が支持・支援する郡の与野党対決の構図が中心となったが、投開票の結果、2016年執行の第24回参議院議員通常選挙の宮城県選挙区と同様に野党が支援した前衆議院議員・郡が連立与党支援の葬儀屋社長・菅原らを退けて勝利した。民進党の桜井充参院議員は、「仙台市長選は、党の執行部が頑張ったという結果と違う。すみませんが『応援に入りたい』といわれたのもお断りした」と述べている。一方、落選した菅原は自民・公明の支持を受けたものの、国政自民党の相次ぐ疑惑や不祥事が足を引っ張る形となり敗戦。なお、当選した郡と次点の菅原との票差は約2万票、惜敗率約90%の接戦となった。
※当日有権者数：873,635人 最終投票率：44.52%（前回比：+14.41pts）
| 候補者名   | 年齢 | 所属党派 | 新旧別 | 得票数    | 得票率 | 推薦・支持                                             |
| ---------- | ---- | -------- | ------ | --------- | ------ | ------------------------------------------------------ |
| 郡和子     | 60   | 無所属   | 新     | 165,452票 | 42.97% | 民進党宮城県連・社会民主党支持                         |
| 菅原裕典   | 57   | 無所属   | 新     | 148,993票 | 38.70% | 自由民主党宮城県連・公明党宮城県本部・日本のこころ支持 |
| 林宙紀     | 39   | 無所属   | 新     | 61,647票  | 16.01% |                                                        |
| 大久保三代 | 40   | 無所属   | 新     | 8,924票   | 2.32%  |                                                        |

| 区       | 郡和子  | 郡和子 | 菅原裕典 | 菅原裕典 | 林宙紀 | 林宙紀 | 大久保三代 | 大久保三代 |
| 区       | 得票    | %      | 得票     | %        | 得票   | %      | 得票       | %          |
| -------- | ------- | ------ | -------- | -------- | ------ | ------ | ---------- | ---------- |
| 合計     | 165,452 | 42.97% | 148,993  | 38.70%   | 61,647 | 16.01% | 8,924      | 2.32%      |
| 青葉区   | 46,163  | 42.58% | 42,613   | 39.31%   | 17,040 | 15.72% | 2,588      | 2.39%      |
| 宮城野区 | 25,549  | 40.88% | 25,598   | 40.95%   | 9,820  | 15.71% | 1,538      | 2.46%      |
| 若林区   | 19,765  | 42.14% | 18,059   | 38.50%   | 7,995  | 17.05% | 1,083      | 2.31%      |
| 太白区   | 38,786  | 46.47% | 29,466   | 35.31%   | 13,408 | 16.06% | 1,801      | 2.16%      |
| 泉区     | 35,189  | 42.02% | 33,257   | 39.71%   | 13,384 | 15.98% | 1,914      | 2.29%      |